# Ratzdorf

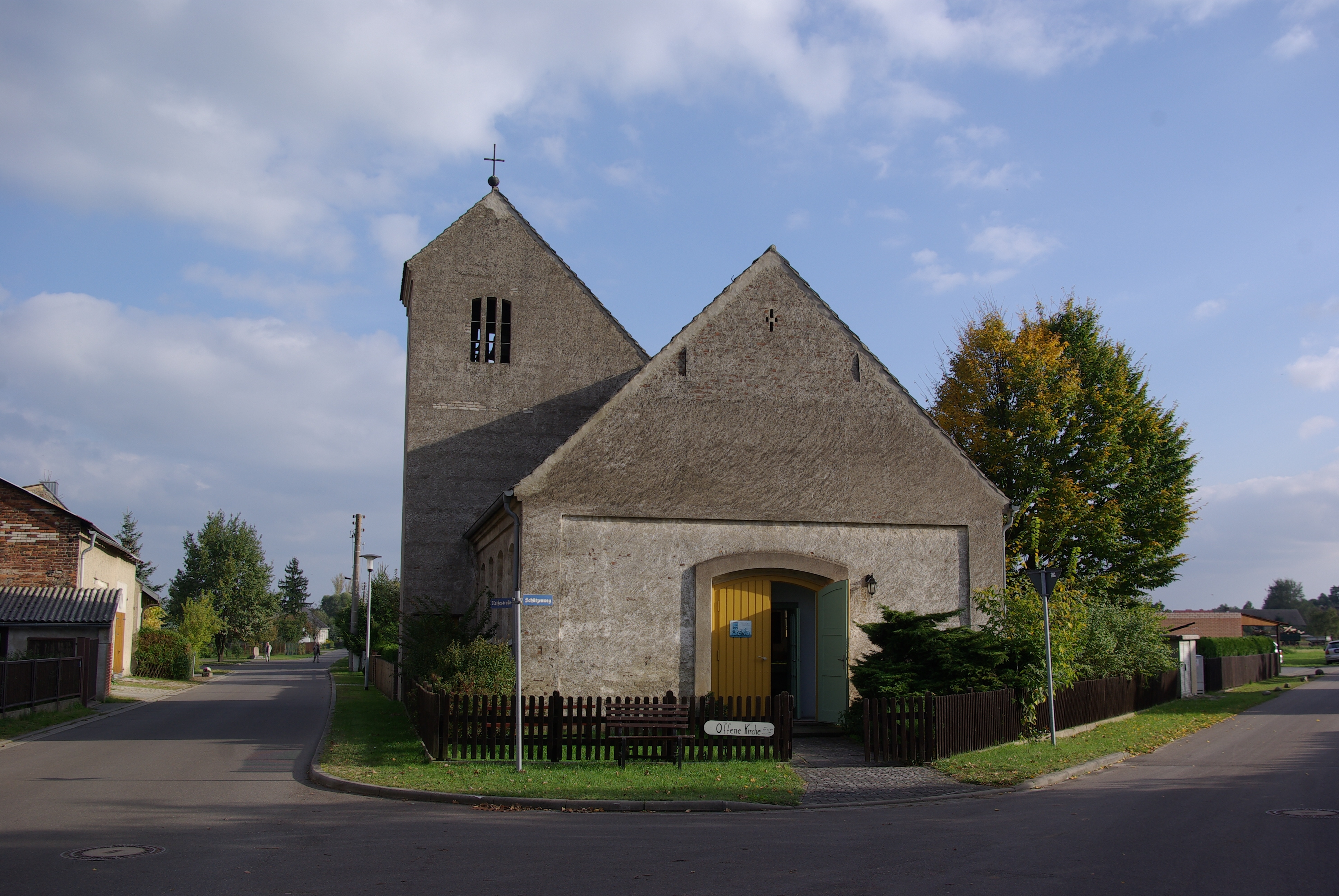
Die Kirche in Ratzdorf

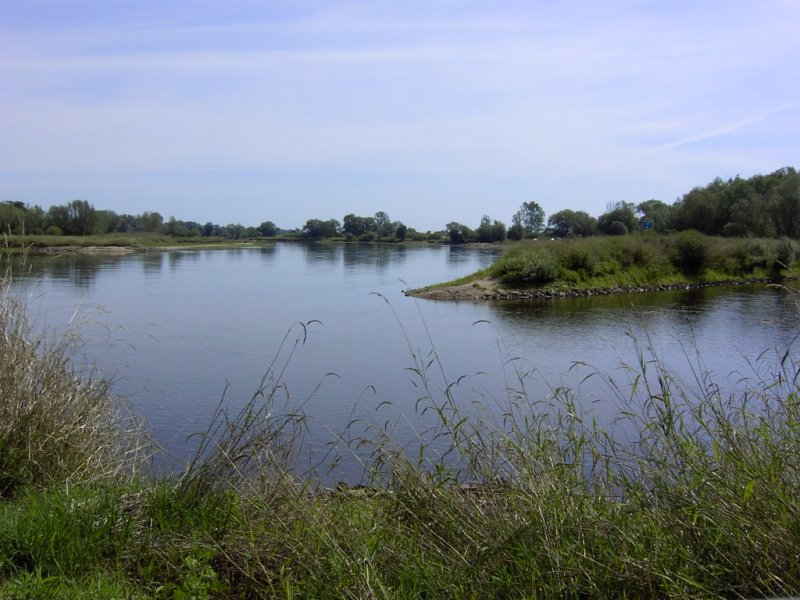
Mündung der Lausitzer Neiße in die Oder

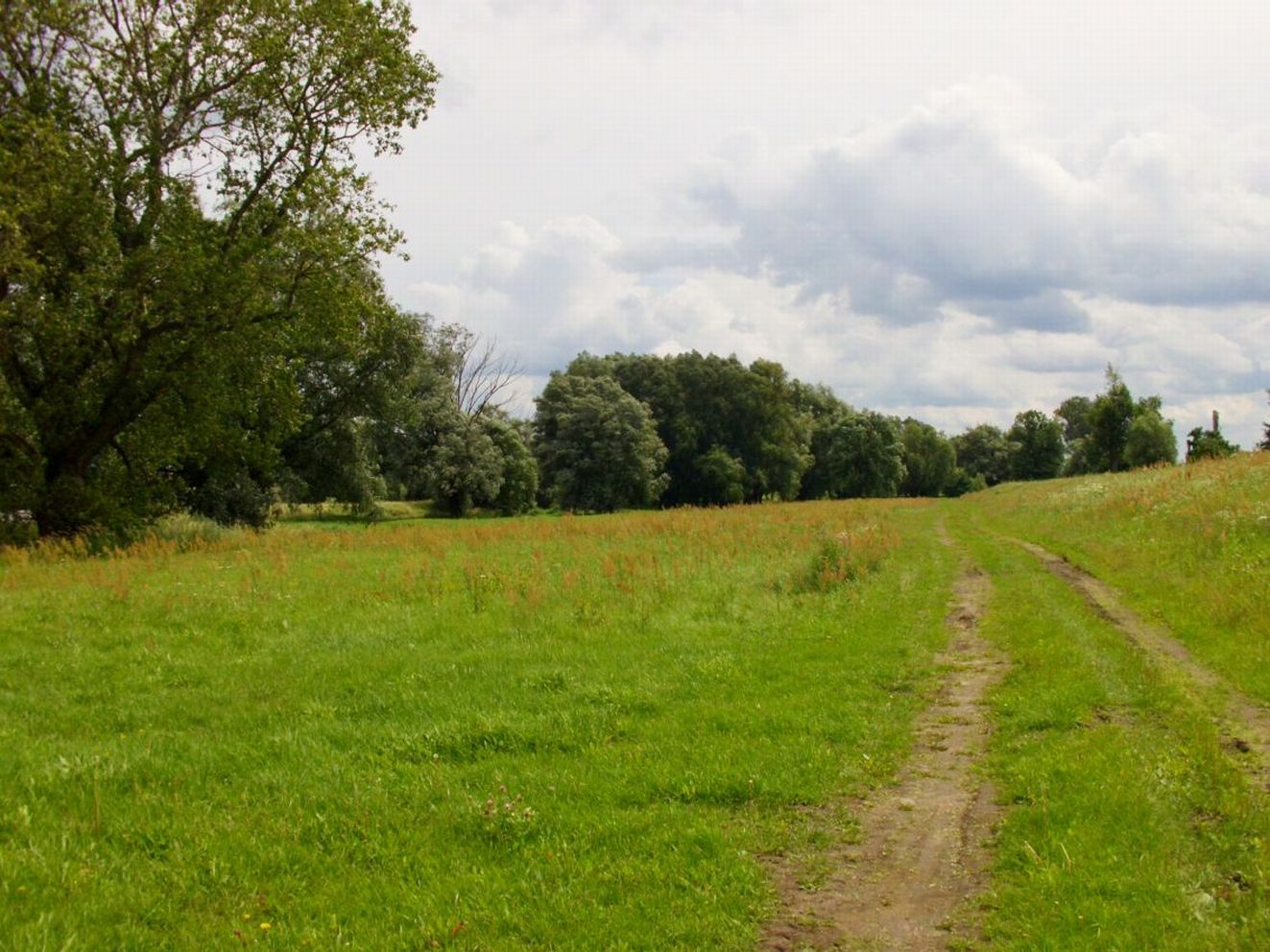
Vor dem Ratzdorfer Neiße-Deich

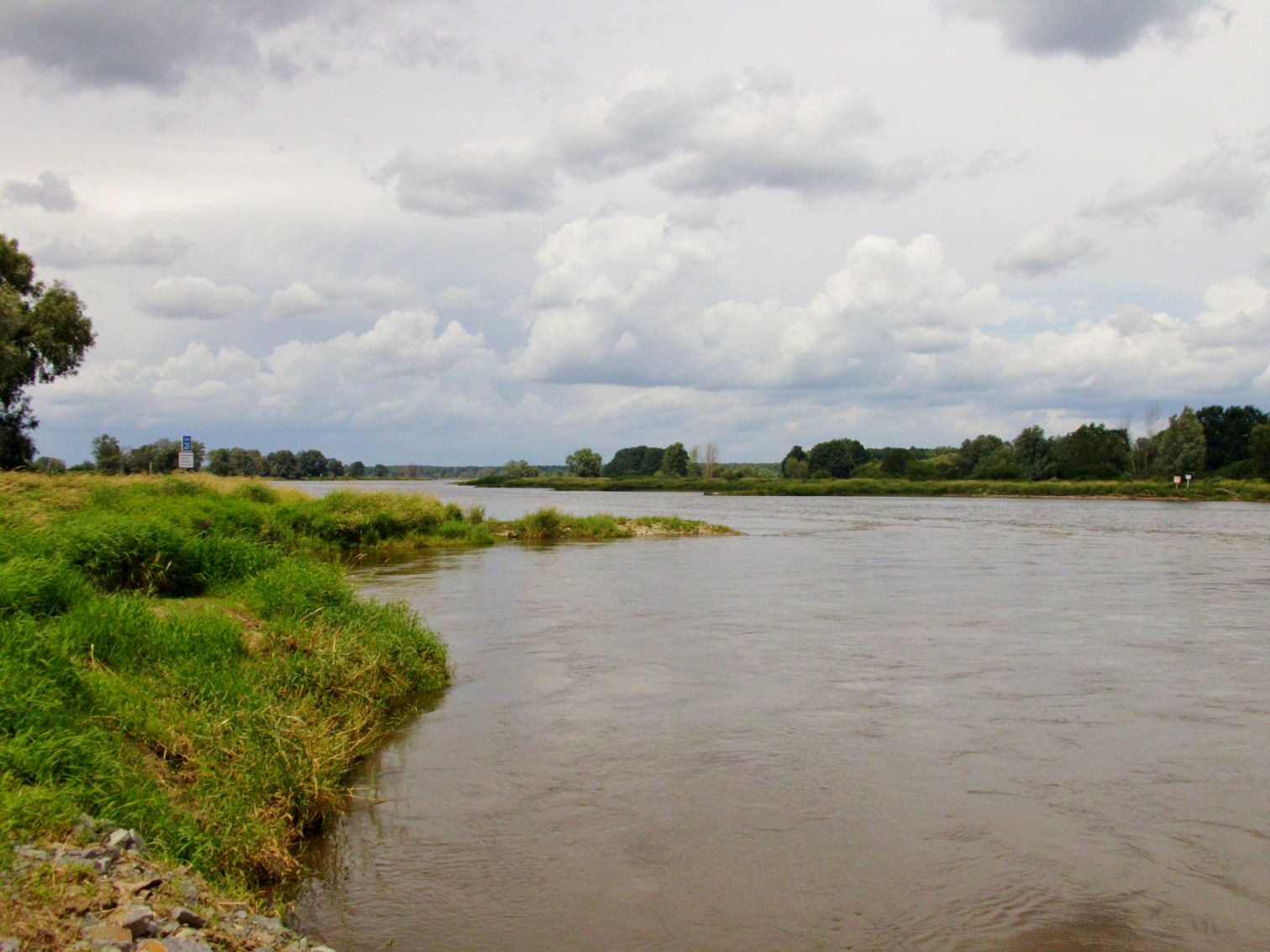
Die Oder hinter der Neiße-Mündung, links Deutschland, hinten rechts Polen

Ratzdorf (niedersorbisch Radšow) ist ein Ort in der Gemeinde Neißemünde im Südosten von Brandenburg im Landkreis Oder-Spree.  

## Geographie
Ratzdorf liegt am Zusammenfluss von Oder und Lausitzer Neiße nahe der polnischen Grenze und liegt als Sackgassendorf auf einer Talsandinsel der Oder-Aue. 

## Geschichte
Ratzdorf fand seine erste urkundliche Erwähnung am 4. Juni 1316 unter dem Namen Razlausdorp.
Die evangelische Kirche entstand 1958 durch Umbau der ehemaligen Pfarrscheune.
Ratzdorf bildete am 31. Dezember 2001 mit drei weiteren Orten die neue Gemeinde Neißemünde.
Ratzdorf wurde im Jahre 2002 als „Sportlichste Gemeinde des Landes Brandenburg“ ausgezeichnet.

## Oderhochwasser

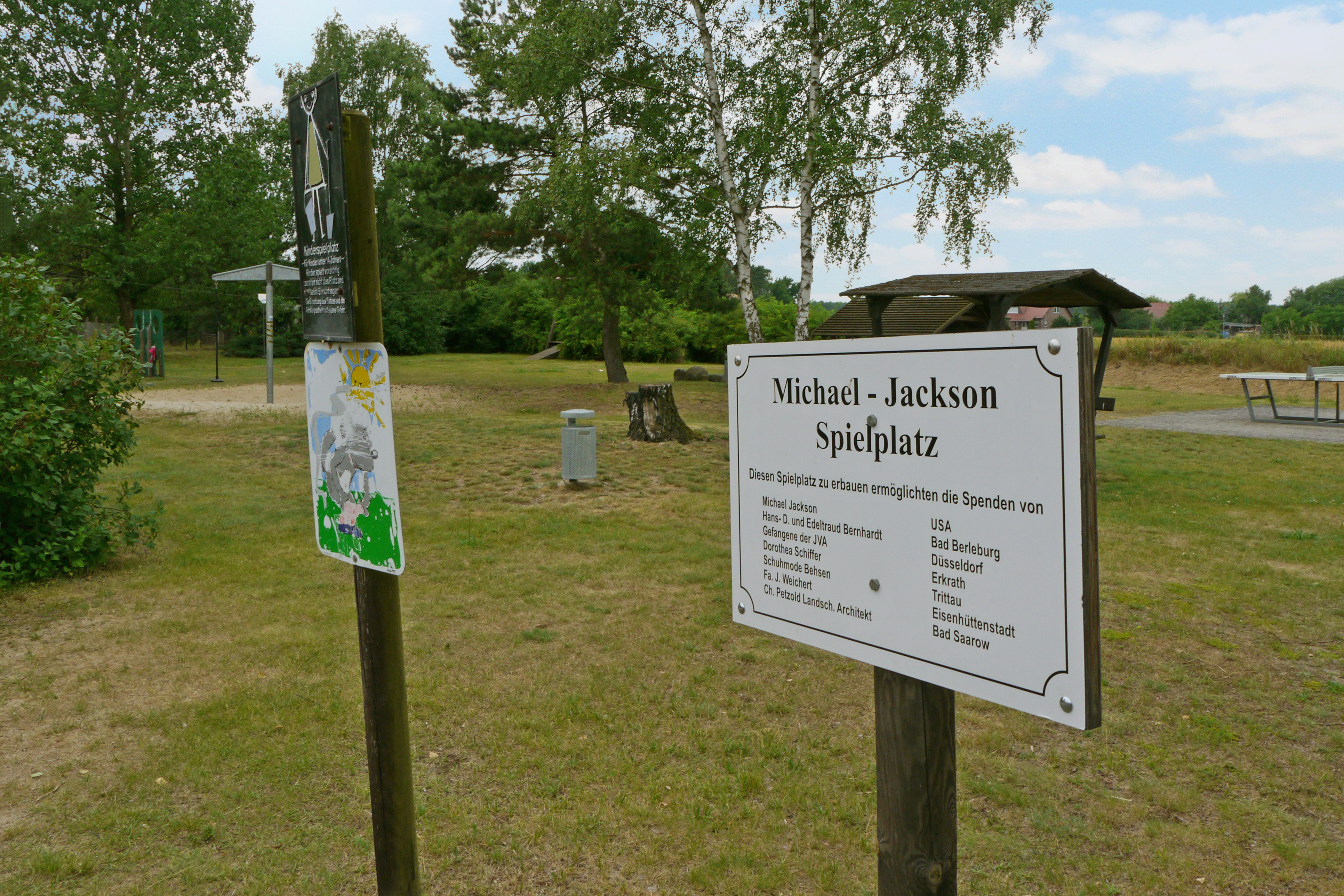
Der Michael-Jackson-Spielplatz

Deutschlandweite Bekanntheit erlangte Ratzdorf 1997, als es durch das Oderhochwasser teilweise überflutet wurde. Die beschädigten Deiche wurden anschließend wieder auf- und ausgebaut. 2005 wurden die Bauarbeiten abgeschlossen. Mit EU-Mitteln wurde ein Europäisches Begegnungszentrum im Ort – nahe der Neißemündung – errichtet. Michael Jackson spendete 1997 32.000 DM zum Wiederaufbau der Schule. Da es jedoch weder eine Schule noch einen Kindergarten in Ratzdorf gab, wurde mit dieser Spende und einer weiteren des europäischen Begegnungszentrums von 17.000 DM am 19. Juni 1998 ein neuer Kinderspielplatz der Gemeinde übergeben.